# Gerhard Kemmler
Gerhard Kemmler (* 25. Dezember 1948 in Lage, Kreis Lippe) ist ein Brigadegeneral a. D. der Luftwaffe der Bundeswehr.

## Militärische Laufbahn
Kemmler trat 1968 als Offizieranwärter in die Bundeswehr ein.
Nach der Offiziersausbildung erfolgte die Ausbildung am Waffensystem Pershing in Landsberg am Lech und in den USA. Von 1971 bis 1981 diente er als Abschussbereichsführer und Einsatzoffizier im Flugkörpergeschwader 2 in Geilenkirchen. Von 1981 bis 1983 absolvierte Kemmler die Generalstabsausbildung an der Führungsakademie der Bundeswehr in Hamburg. Von 1983 bis 1985 diente er als G 3 Operationsstabsoffizier beim Territorialkommando Nord in Mönchengladbach. Nach dieser Zeit kehrte er als Dozent und Tutor an die Führungsakademie in Hamburg zurück.
Von 1989 bis 1991 führte er als Bataillonskommandeur die Einsatzgruppe des Flugkörpergeschwaders 1 (Waffensystem Pershing) in Landsberg/Lech. Danach erfolgte bis 1994 eine Tätigkeit als Referent im Bundesministerium der Verteidigung (BMVg) im Führungsstab der Luftwaffe.
Mit der Beförderung zum Oberst wurde er 1994 zum NATO-Hauptquartier in Brüssel versetzt, wo er hauptsächlich mit strategischer Planung befasst war.
Zurück in Deutschland wurde Kemmler 1996 Stellvertretender Kommandeur und Chef des Stabes der 3. Luftwaffendivision in Berlin. Danach erfolgte von 1999 bis 2002 eine Verwendung als Referatsleiter für Transatlantische Sicherheitspolitik und NATO-Angelegenheiten im Planungsstab des BMVg in Bonn und Berlin.
2002 kehrte er als Brigadegeneral zur NATO zurück und war im militärischen Hauptquartier in Mons (SHAPE) für die aktuellen Einsätze der NATO sowie der Europäischen Union (Balkan-Einsätze Concordia und Operation Althea) zuständig.
Im Jahre 2005 übernahm er die Leitung der Abteilung Militärpolitik bei der Deutschen EU-Vertretung in Brüssel.
In seiner letzten militärischen Verwendung wurde Kemmler Stellvertretender Kommandeur und Chef des Stabes beim Kommando Operative Führung Luftstreitkräfte in Kalkar. Während dieser Zeit wurde er von September 2009 bis März 2010 als Nachfolger von Brigadegeneral Gerd Bischof auch als Kommandeur des Deutschen Einsatzkontingents EUFOR und Chef des Stabes im Hauptquartier der EUFOR in Bosnien und Herzegowina im Rahmen der Operation Althea eingesetzt. Kemmler wurde am 31. Dezember 2010 pensioniert.

## Ehrenamtliche Tätigkeit
Kemmler engagiert sich ehrenamtlich in der Gesellschaft für Sicherheitspolitik (GSP) als Landesvorsitzender für den Bereich Nordrhein-Westfalen.
| Personendaten    | Personendaten                                               |
| ---------------- | ----------------------------------------------------------- |
| NAME             | Kemmler, Gerhard                                            |
| KURZBESCHREIBUNG | deutscher Luftwaffenoffizier, Brigadegeneral der Bundeswehr |
| GEBURTSDATUM     | 25. Dezember 1948                                           |
| GEBURTSORT       | Lage, Kreis Lippe                                           |